# Yaşar Kemal
Yaşar Kemal, vlastním jménem Kemal Sadık Gökçeli (6. října 1923 Hemite – 28. února 2015 Istanbul) byl turecký spisovatel kurdského původu. K jeho nejznámějším dílům patří román Zbojník Ince Memed z roku 1955, v němž se statečný zbojník postaví na ochranu své milé i utlačovaného lidu, pomstí smrt své matky a zbaví vesnici útlaku mocipánů. Jeho prózy byly značně lyrické a zakořeněné v mýtu. Je řazen k takzvanému tureckému vesnickému románu, protože popisoval především život na venkově. Jeho knihy byly přeloženy do 40 jazyků.

## Život
Narodil se v kurdské rodině, ve vesnici Hemite na jihovýchodě dnešního Turecka (tehdy Osmanské říše). Jeho rodný kraj, rovina Çukurova, se stal dějištěm většiny jeho knih, příběh o zbojníkovi Ince Memedovi nevyjímaje. Kemal sám roli rodného kraje a inspirace načerpané z něj vždy velmi zdůrazňoval. „Nikdo se nemůže stát velkým romanopiscem, pokud nemá svoji vlastní Çukurovu,“ řekl například.
Když mu bylo pět let, sirotek, jehož jeho rodina adoptovala, zavraždil jeho otce. Stalo se to v mešitě při modlitbě a Kemal byl události přímým svědkem (Zážitek vraždy otce později zpracoval i literárně, v románu z roku 1980). Způsobilo mu to obrovský šok a také řečovou vadu. Té se zbavil až ve dvanácti letech. Řečová vada se neprojevovala, když zpíval, a proto se začal zpívání, i jako druhu terapie, intenzivně věnovat. To mu otevřelo cestu k tureckému folklóru. Někteří literární odborníci soudí, že turecký folklór je klíčem k celé poetice jeho děl.
Písně mu ovlivnily život i tím způsobem, že začal toužit si je zapisovat. K tomu potřeboval umět číst a psát, a tak přemluvil matku, aby ho poslala do školy, která byla vzdálená 10 kilometrů. Naučil se číst a psát jako jediný ze své rodné vsi. To mu později otevřelo cestu k novinařině a literatuře.
Jeho dětství ho poznamenalo ještě jinak, přišel též o pravé oko, když nešťastně manipuloval s nožem.
Přestože se jeho matka znovu vdala (za svého švagra), rodina byla ve složité ekonomické situaci, mimo jiné proto, že všichni tři Kemalovy sourozenci zemřeli na malárii. Kemal kvůli tomu ani nedokončil středoškolské vzdělání a šel pracovat na bavlníkové a rýžové plantáže a do továrny. Živil se ale také jako vesnický učitel, nosič vody, švec, řidič traktoru, písař a mnohými jinými profesemi. Do svých třiceti let vystřídal dle svých slov 40 zaměstnání.
V té době se též stal aktivistou marxistické Turecké strany pracujících. Za své politické aktivity byl pronásledován. Poprvé se dostal do vězení v roce 1950, a to za „socialistickou propagandu“.
Po propuštění z vězení se v něm projevila touha psát. Pořídil si psací stroj a jako řada jiných autorů z chudších poměrů se uchytil v novinařině. Získal redaktorské místo v istanbulských levicově orientovaných novinách Cumhuriyet (Republika). Proslul zde zejména reportážemi z Anatolie, kterou procestoval jako námezdní dělník křížem krážem. Jeho reportáže mu zajistily velký respekt a získal za ně i Cenu asociace novinářů.
V roce 1967 se osamostatnil a založil marxisticky orientovaný týdeník Ant. Tím si vysloužil znovu trest vězení, opět za zakázanou propagandu marxismu.
Později se začal více věnovat psaní románů, do novin přispíval jen výjimečně. Psal též filmové scénáře.
V roce 1973 spoluzakládal Syndikát spisovatelů a byl zvolen jeho prvním prezidentem.
Jeho literární sláva, i mezinárodní, mu zajistila jistou ochranu před úřady, nicméně za podporu Kurdů stanul před soudem ještě roku 1995, když byl obviněn, že podporuje kurdský separatismus (šlo o článek otištěný v německém časopise Der Spiegel). Byl odsouzen na 20 měsíců vězení, ale jako celosvětově proslulý autor do vězení ani nenastoupil, rozsudek byl oficiálně „pozastaven“. Často se též věnoval problému řecké menšiny v Turecku.
Získal za svůj život řadu cen, mj. Prix Mondial Cino del Duca (1982) či Mírovou cenu německých knihkupců (1997). Je též členem francouzského Řádu čestné legie.

## Dílo
Jeho styl má blízko k jihoamerickému magickému realismu. Prostý realismus podle Kemala totiž nemůže zahrnout celou lidskou zkušenost, včetně té nevědomé. To také byl zpočátku problém pro tureckou kritiku, která od vesnického románu realismus vyžadovala. Nakonec ji však Kemalův styl okouzlil a byl vyčleněn z kategorie vesnického románu jako tzv. „anatolský román“. Byl dokonce označen za zcela originální směr, ba první turecký literární proud, který není jen nápodobou západních proudů. Autor literární teoretiky též provokuje svou oscilací mezi návratem k mýtu a modernistickými postupy (to zejména v trilogii Dağın Öte Yüzü).
Do češtiny byly přeloženy dvě knihy, roku 1966 Státní nakladatelství krásné literatury a umění vydalo román Zbojník Ince Memed, jejž přeložila Helena Turková, roku 1979 Odeon knihu Jeřábi se zlatými péry, již přeložil Luděk Hřebíček.